# 阳宁君
阳宁君 李儆（양녕군 이경，1616年—1644年），朝鮮王朝宗亲，朝鲜宣祖之孙，慶昌君的次子。
阳宁君过继给臨海君作为嗣子。宮奴之妻在朝鮮仁祖十一年（1633年）七月十一，告发陽寧君奉大妃密旨，謀擧大事。